# Raymond Micha
Raymond Micha (* 19. Juni 1910 in Stavelot; † 11. Juli 2006 ebenda) war ein belgischer Musikpädagoge, Dirigent und Komponist.

## Leben
Raymond Micha stammte aus einer Musikerfamilie. Er war Enkel eines bekannten belgischen Geigers und Klarinettisten. Aus seiner Familie kamen mehrere Orchesterleiter. Bereits als Kind hatte Micha Musikunterricht bei seinem Vater Octave Micha und seinem Onkel Eugène Micha. Sein Vater gründete 1916 „Les Concerts Micha“ und später den „Concours François Prume“. Im Laufe seines Lebens fand er durch die Aktivitäten seines Vaters musikalischen Rat bei Joseph Jongen, Fernand Quinet und René Defossez, die den Sommer über in der Gegend weilten.
Ab 1929 studierte Micha am Königlichen Konservatorium Lüttich und war ab 1933 als Musiklehrer an verschiedenen Gymnasien, so in Stavelot, Spa, Lüttich und Malmedy tätig.
Er leitete zahlreiche Chöre und Instrumental-Ensembles in seiner Heimat. 1957 gründete Raymond Micha, im Gedenken an seinen ein Jahr zuvor verstorbenen Vater, das „Festival de Stavelot“, das sich zu einer renommierten Einrichtung der Kammermusik entwickelt hat und inzwischen zu der Konzertreihe des Festival de Wallonie gehört.
Neben zahlreichen nationalen und internationalen Auszeichnungen erhielt Raymond Micha die Ehrenbürgerschaft der Städte Stavelot und Malmedy.
Ein lokaler Rotary Club veranstaltet jährlich in Spa und Stavelot den Raymond-Micha-Wettbewerb für junge Blasmusiker.

## Werk
Zu seinem kompositorischen Schaffen zählen drei Messvertonungen, ein Ave Maria für Männerchor und Orgel, ein Pater Noster für Männerchor a cappella, weitere Chorwerke und Kammermusik.